# Microchilo inouei
Microchilo inouei là một loài bướm đêm trong họ Crambidae.